# Жепічна
Жепічна (пол. Rzepiczna) — село в Польщі, у гміні Тухоля Тухольського повіту Куявсько-Поморського воєводства.
Населення — 176 осіб (2011).
У 1975-1998 роках село належало до Бидгощського воєводства.

## Демографія
Демографічна структура станом на 31 березня 2011 року:
|          | Загалом | Допрацездатний вік | Працездатний вік | Постпрацездатний вік |
| -------- | ------- | ------------------ | ---------------- | -------------------- |
| Чоловіки | 98      | 19                 | 63               | 16                   |
| Жінки    | 78      | 11                 | 49               | 18                   |
| Разом    | 176     | 30                 | 112              | 34                   |